# Kolkja
Kolkja est un bourg de la commune de Peipsiääre du comté de Tartu en Estonie .
Au 31 décembre 2011, il compte 194 habitants.